# González 4.ª Sección
González 4.ª Sección es una localidad del municipio de Centro ubicado en la subregión centro del estado mexicano de Tabasco.

## Geografía
La localidad de González 4.ª Sección se sitúa en las coordenadas geográficas 17°57′06″N 93°04′50″O / 17.951667, -93.080556, a una elevación de 10 metros sobre el nivel del mar.

## Demografía
Según el Censo de Población y Vivienda 2020, efectuado por el Instituto Nacional de Estadística y Geografía, la localidad de González 4.ª Sección tiene 1,345 habitantes, de los cuales 646 son del sexo masculino y 699 del sexo femenino. Su tasa de fecundidad es de 2.39 hijos por mujer y tiene 363 viviendas particulares habitadas.
| Gráfica de evolución demográfica de González 4.ª Sección entre 1970 y 2020 |
|                                                                            |
| INEGI.                                                                     |